# Enzo Dara
Enzo Dara (Mântua, 13 de outubro de 1938 – 25 de agosto de 2017) foi um cantor lírico italiano. Baixo, mais especificamente um basso buffo, alguns de seus papeis mais célebres foram o de Don Bartolo no Barbeiro de Sevilha, de Gioachino Rossini, e o personagem-título de Don Pasquale, de Gaetano Donizetti.